# Harry Sprenger
Harry Osmond Sprenger (ur. 13 czerwca 1882, zm. 1958) – brytyjski zapaśnik walczący w stylu wolnym. Olimpijczyk z Londynu 1908, gdzie zajął piąte miejsce w wadze koguciej.

## Letnie Igrzyska Olimpijskie 1908
| Konkurencja      | Rundy eliminacyjne | Rundy eliminacyjne     | Klas. końcowa |
| Konkurencja      | 1/8                | 1/4                    | Miejsce       |
| ---------------- | ------------------ | ---------------------- | ------------- |
| 54 kg styl wolny | Wolny los Z        | George Mehnert (USA) P | 5.            |